# 斯滕希爾王朝
斯滕希爾王朝（瑞典語：Stenkilska ätten），瑞典歷史上的一個王朝，建立者是斯滕希爾。